# Chickgonnagar, Kushtagi
Chickgonnagar là một làng thuộc tehsil Kushtagi, huyện Koppal, bang Karnataka, Ấn Độ.